# Sulabulbyl
Sulabulbyl (Hypsipetes longirostris) är en fågelart i familjen bulbyler inom ordningen tättingar.

## Utseende och läte
Sulabulbylen är en påtagligt långnäbbad traststor fågel med olivgrön på huvud och ovansida och enfärgad gul undersida. Bland lätena hörs kurrande melodier liksom hårda och raspiga toner, mjuka "whip" och bubblande ljud.

## Utbredning och systematik
Sulabulbylen förekommer enbart i ögruppen Sulaöarna i Indonesien. Tidigare inkluderades flera andra arter i närområdet i longirostris, då under namnet moluckbulbyl, men dessa urskiljs allmänt som egna arter:
- Sangihebulbyl (Hypsipetes platenae)
- Togianbulbyl (Hypsipetes aureus)
- Banggaibulbyl (Hypsipetes harterti)
- Halmaherabulbyl (Hypsipetes chloris)
- Obibulbyl (Hypsipetes lucasi)

### Släktestillhörighet
Arterna i artkomplexet placerades tidigare ofta i släktet Alophoixus eller Thapsinillas, men genetiska studier visar att de är en del av Hypsipetes.

## Levnadssätt
Sulabulylen hittas i skogar, skogsbryn och plantage i låglänta områden och förberg. Den ses i par eller smågrupper.

## Status
Arten har ett begränsat utbredningsområde, men beståndet anses vara stabilt. IUCN kategoriserar arten som livskraftig.